# Arne Hultman
Karl Arne Nilsén-Hultman, född 3 april 1920 i Stockholm, död 7 februari 1990, var en svensk pediatriker.
Hultman, som var son till godsägare August Nilsén och Gurli Hjertström, avlade studentexamen i Stockholm 1939, blev medicine kandidat vid Karolinska Institutet i Stockholm 1943 och medicine licentiat där 1947. Han var auskultant vid Norrtulls barnsjukhus 1948, assistent på bakteriologiska laboratoriet vid Stockholms stads sjukhusdirektion 1948–1949, vikarierande underläkare på Stockholms epidemisjukhus 1949, underläkare på Barnsjukhuset Samariten 1949–1952, på Nybodahemmet i Stockholm 1952–1953 och praktiserande läkare i Solna från 1952. Han var läkare vid HSB:s daghem och lekskola 1952–1958, på barnhemsläkarexpeditionen vid Stockholms stads barnavårdsnämnd från 1954, vikarierande biträdande läkare vid Stockholms stads rådgivningsbyrå för den psykiska barna- och ungdomsvården 1953, läkare på Sundbybergs barnavårdscentral från 1958 och vid Solna barnavårdsnämnd från 1961. Han var skolläkare vid Solna högre allmänna läroverk från 1954 och vid Solna enhetsskola från 1961. Han författade skrifter i otorhinolaryngologi och socialpediatrik.